# Karsai Gábor
Karsai Gábor (Orosháza/Battonya, 1974. január 17. –) filozófus, vallástudós, A Tan Kapuja Buddhista Egyház igazgatósági tagja, A Tan Kapuja Buddhista Főiskola tanítója és rektora (2005-2007, illetve 2019-től), a Mind and Life Europe vezetője, illetve gyakorló buddhista és dharma tanár. Nagy szerepet játszott a buddhista felsőfokú oktatási intézmény akkreditációjában 2005 és 2007 között, illetve a 2019/2020-as tanévben.
Tanulmányai során számos ókori és keleti nyelvet tanult, köztük a latin, ógörög, szanszkrit és hindi nyelveket. Filozófiai érdeklődésének legfőbb alakjai közé tartozik Alfred North Whitehead, Emmanuel Lévinas, és Francisco Varela, akikkel kapcsolatban tudományos kutatásokat is végzett. Vezetett korábban magyarországi cégeket, izlandi, svájci, tajvani nemzetközi szervezetet is. Jelenleg is számos tudományos és szakmai szervezet tagja.

## Életrajza
Karsai Gábor a békés vármegyei Battonya településről származik, Orosházán született. Édesanyja könyvelőként, édesapja asztalosként dolgozott. Az általános iskolát szülővárosában kezdte, de 10 éves korában Szegedre, a későbbi Ortutay Gyula Kollégiumba került egy beiskolázási program jóvoltából (1984-1992). Az általános iskolát a szegedi Béke utcai általános iskolában zárta, majd a Radnóti Miklós Gimnáziumban érettségizett le történelem szakon. 
Fiatal korától kezdve komoly érdeklődéssel fordult a tanulás felé, valamint foglalkoztatták a létezés nagy kérdései is. Ennek hatására 17 évesen az őskeresztény apostoli egyház beszélgetéseinek rendszeres résztvevője lett. Életének középpontjába a Biblia tanulmányozása került. Miután a keresztény gondolatiságban eltöltött idő, illetve a Bibliában megszólaló isteni igék nem tudták kielégíteni a létezéssel kapcsolatos intellektuális igényeit, a filozófia felé fordult.
Egyetemi tanulmányait a jogi karon kezdte ugyan 1992-ben, de hamar rájött, hogy főként a filozófia érdekli, így egy évvel később beiratkozott a Szegedi Tudományegyetem filozófia szakára is párhuzamosan (1993-1995). A filozófiához kapcsolódóan megtanult latinul és ógörögül is, hogy a fő szövegeket eredetiben olvashassa. Miközben továbbra sem kapott választ több kérdésére a nyugati filozófiáktól, és a kezébe akadt egy könyv a Buddha beszédeiből. Beiratkozott a Tan Kapuja Buddhista Főiskolába (1995). A szegedi latin és ógörög tanulmányait egyedi tantervvel végezte el (1996). A filozófia szakot lehallgatta az ELTÉ-n is (1996-2001), diplomát az utóbbi egyetemen szerzett (2001). A filozófia szak mellett indológia szakon is tanult szanszkrit és hindi nyelvet (1997-2001), ekkor egyszerre három felsőfokú intézmény tanulója volt. A buddhista főiskolát végül nem végezte el, ugyanis az intézmény akkori főigazgatója felkérte oktatónak (1996-tól), illetve  a főiskola egyik oktatója által megismerkedett Alfred North Whitehead filozófiájával, amely egészen magával ragadta, és onnantól csak azzal kívánt foglalkozni.
1998-ban oktatójával az Egyesült Államokba utazott egy Whitehead konferenciára, ahol Karsai is előadott. Rá egy évre egy éves egyéni kutatási programban vett részt a kaliforniai Claremontban. A program elvégzése után folytatta a tanítást a Tan Kapuja Buddhista Főiskolán, majd 2001-ben tanszékvezető lett. Ezzel egyidőben kezdte el a filozófiai doktori iskolát az ELTE fenomenológia programjában (2001-2004). 2005-től két éven át a buddhista főiskola rektora volt, ahonnan meghasonlások hatására távozott.
Figyelme középpontjába ekkor az etika, a társadalom valósága és a szervezeti működés került. Ekkor kereste meg őt Kovács Gábor filantróp, üzletember, hogy egyik helyetteseként vezesse a Bankár Holding Zrt-t. Közreműködött a létrejövő KOGART Holding koncepciójának létrehozásában, illetve a Sopronbánfalvi Kolostor víziójának megalkotásában. Ennek keretei között a genfi székhelyű World Servers Foundation igazgatója is volt 2011 és 2013 között, majd 2013-tól az izlandi székhelyű Spirit of Humanity Forum igazgatója, illetve az Education 4 Peace Foundation főtitkára lett. 
2014 óta tagja, 2015 óta kuratóriumi tagja és stratégiai tanácsadója az izraeli székhelyű Elijah Interfaith Institute-nak, amely a vallások közötti dialógus egyik meghatározó nemzetközi szervezete. 2016/2017-ben a tajvani Ling Jiou Mountain Buddhist Society nemzetközi buddhista szervezet vezérigazgatója volt, illetve ebben az évben lett tagja a Mind & Life Europe intézetének, amelynek 2021-től az igazgatója. 2019-től újra A Tan Kapuja Buddhista Főiskola rektora.

## Egyéb Társadalmi tevékenységei
- 1996 és 2008 között aktív tagja volt A Tan Kapuja Buddhista Egyház TeKi KaGyü közösségének.
- 2010-ben közreműködött a 14. Dalai Láma magyarországi látogatásában.
- 2010–2011-ben közreműködött Farkas Pál Dhammadípa (A Tan Szigete) Közösségének bajnai ingatlanszerzésében.
- 2010-ben közreműködött a TEDx Danubia koncepciójának kidolgozásában, illetve a rendezvénysorozat megalapításában.
- 2011-ben megalkotta és megszervezte a “Sopronbánfalvi Ökumenikus Vallási Fesztivált”, illetve a “Világvallások a társadalomtudományok tükrében” című konferenciát többek között Várszegi Asztrik és Hankiss Elemér részvételével.
- 2016–2019 között tagja, 2018–19-ben pedig elnöke volt A Tan Kapuja Buddhista Egyház Felsőoktatási Bizottságának.

## Fordításai
- Kirk–Raven–Schofield. A preszókratikus filozófusok ford.: fordította Cziszter K. és Steiger K. Hérakleitosz és az atomisták töredékeinek fordításában közreműködött Karsai Gábor:. Atlantisz (1998)
- Marilia Albanese. Észak-India – Kelet olvasztótégelye, Budapest. Gabo (1999)
- Mahendravikramavarman. Mester is, „angyal” is (Bhagavadajjukam) – szanszkrit komédia, rádiójáték ford.: Karsai Gábor (Körtvélyesi T.-ral közösen:. Kossuth Rádió (2001)
- Alfred North Whitehead. Folyamat és valóság – kozmológiai értekezés, Budapest: Typotex ford.: Karsai Gábor(Fórizs L.-val közösen): (2001)
- Antoine Vergote. Bűntudat és vágy: a vallásos szemlélet és torzulásai ford.: Karsai Gábor munkájának felhasználásával Mohi Zs.), Budapest:. Semmelweis Egyetem Mentálhigiéné Intézet, Párbeszéd (Dialógus) Alapítvány (2008)
- Peter J. King. Száz nagy filozófus – A világ legnagyobb gondolkodóinak élete és nézetei, Budapest ford.: Karsai Gábor:. Gabo (2005)